# Lillträsket (Värmdö socken, Uppland)
Lillträsket är en sjö i Värmdö kommun i Uppland och ingår i Norrström-Tyresåns kustområde. Sjön har en area på 0,0971 kvadratkilometer och ligger 2 meter över havet.

## Delavrinningsområde
Lillträsket ingår i det delavrinningsområde (659585-166335) som SMHI kallar för Rinner till Träsköfjärden. Medelhöjden är 9 meter över havet och ytan är 7,76 kvadratkilometer. Det finns inga avrinningsområden uppströms utan avrinningsområdet är högsta punkten. Avrinningsområdets utflöde mynnar i havet, utan att ha någon enskild mynningsplats.